# 귀향 (2006년 영화)
《귀향》(스페인어: Volver, 영어: Return)은 페드로 알모도바르 감독의 2006년작 드라마 영화이다. 페넬로페 크루스를 중심으로 하나, 또한 카르멘 마우라, 롤라 두에냐스, 블랑카 포르티요, 요아나 코보, 추스 람프레아베 등이 앙상블 캐스트 형식을 띄고 있다. 영화는 제54회 칸 영화제에서 황금종려상으로 경쟁한 영화들 가운데 하나이기도 했다. 칸 영화제에서 각본상과 여우주연상을 받았다. 페넬로페 크루스는 2006년 아카데미 여우주연상에 후보로 오르기도 하였는데, 이는 해당 부문에 스페인 배우로서 최초로 후보에 오른 것이었다.

## 줄거리
라이문다는 동생 솔레와 딸 파울라를 데리고 라만차의 부모님 묘소를 청소한다. 자매는 라만차에서 자랐으나 부모는 3년 전 화재로 죽었고, 현재는 마드리드에 살고 있다. 묘소 방문이 끝나고 치매에 걸린 이모 파울라(딸과 이름이 같다)를 만나러 가는데, 홀몸인 치매 노인 치고는 잘 살고 있었다. 파울라 이모의 간병인 아구스티나에 따르면 죽은 자매의 어머니가 유령이 되어 나타나 병든 이모를 간호해주고 있었다고 한다.
라이문다의 남편은 직장도 관두고 집에서 방탕한 삶을 이어가고 있었고, 라이문다 혼자서 생계와 딸 돌보는 일을 도맡아 하고 있었다. 남편은 어느 날 딸 파울라에게 욕정을 드러냈고, 파울라는 아버지를 살해하고 만다. 집으로 돌아와 남편의 시체를 발견한 라이문다는 시체를 수습하고, 우연히 한 식당의 경영을 맡게 되면서 식당 냉동고에 시체를 숨긴다. 이 무렵 파울라 이모가 죽게 되나, 일련의 사건들 때문에 바빴던 모녀는 장례식에 참석하지 못하고, 동생 솔레만이 참석한다. 솔레가 장례식을 마치고 집에 돌아오니 차 트렁크에 죽었다고 알려진 어머니 이레네가 숨어 있었다. 이레네는 속죄를 위해 돌아왔다고 한다. 솔레는 이레네를 자기네 미용실에서 숨어 지내도록 한다.
아구스티나가 암에 걸려 죽어가는 처지에 놓이게 되는데, 그녀는 라이문다 부모님의 화재 사건이 일어난 날 실종된 자기 어머니에 관한 진실을 알고 싶다며, 유령이 된 이레네를 만나고 싶다며 라이문다에게 부탁한다. 라이문다는 아구스티나의 어머니는 자기 아버지와 바람을 피웠다는 진실을 밝히며 아구스티나를 돌려 보낸다. 한편 라이문다는 남편의 시체를 처리하기 위해 파울라를 솔레네 집에 맡기고, 이웃집 여자들의 도움을 받아 인근의 후카르강에 매장한다. 매장을 마치고 솔레네 집에 돌아온 라이문다는 비로소 어머니 이레네와 재회한다.
실종된 것은 아구스티나의 어머니가 아닌 이레네였다. 이레네는 남편과 아구스티나의 어머니와의 외도 현장을 목격하고 집에 불을 놓아 불태웠고 자신은 사라졌다고 고백하였다. 죽은 것으로 알려진 후 동생 파울라가 걱정된 이레네는 유령인 것처럼 돌아와 파울라를 돌보아 주었다. 미신이 횡횡한 마을 분위기 덕택에 이레네는 의심받지 않을 수 있었다. 그리고 이레네는 딸 라이문다에게, 아버지 즉 자기 남편에게 강간당해 딸이자 동생인 파울라를 낳게 된 사실을 사과한다. 그녀는 동생 파울라에게 그것을 듣기 전까지는 모르고 있었다.
서로간의 앙금을 모두 푼 가족은 라만차의 파울라 이모네 집에 모인다. 이레네는 어머니를 죽게 만든 속죄의 의미로 아구스티나의 집에 머물며 죽어가는 그녀를 돌보면서 살아가기로 한다. 라이문다는 앞으로도 계속 모녀 관계를 이어갈 것을 다짐하며 어머니와 헤어진다.

## 출연
- 페넬로페 크루스 - 라이문다
- 카르멘 마우라 - 이레네
- 요아나 코보 - 파울라
- 블랑카 포르티요 - 아구스티나
- 롤라 두에냐스 - 솔레
- 추스 람프레아베 - 파울라 이모
- 안도니오 데라토레 - 파코
- 마리아 이사벨 디아스 - 레히나
- 카를로스 블랑코 - 에밀리오
- 네우스 산스 - 이네스
- 레안드로 리베라 - 영화 제작자
- 욜란다 라모스 - TV쇼 호스트

## 한국판 성우진(KBS)
- 이선 - 라이문다(페넬로페 크루스)
- 전숙경 - 솔레(로라 두에나스)
- 임수아 - 이레나(카르멘 마우라)
- 최문자 - 아구스티나(블랑카 포르티요)
- 김정아 - 파올라(요아나 코보)
- 류다무현 - 파코(안토니오 델 라 토르) / 아나운서
- 유명숙 - 파올라 이모(커스 램프리브)
- 장승길 - 카를로스(카를로스 가르시아 캄페로)
- 유동균 - 에밀리오(카를로스 블랑코)
- 김혜미 - 레지나(마리아 이사벨 디아즈)
- 장우영 - 이네스(네우스 산츠)
- 임주현 - 솔레의 미장원 손님(엘비라 쿠드루파니)
- 최하나 - 솔레의 미장원 손님(마리아 알폰사 로소)